# Zodariellum inderensis
Zodariellum inderensis là một loài nhện trong họ Zodariidae.
Loài này thuộc chi Zodariellum. Zodariellum inderensis được A. V. Ponomarev miêu tả năm 2007.